# Clarksburg (Missouri)
Pour les articles homonymes, voir Clarksburg.
La ville de Clarksburg est située dans le comté de Moniteau, dans l’État du Missouri, aux États-Unis. Sa population s’élevait à 334 habitants lors du recensement de 2010, estimée à 338 habitants en 2016.

## Histoire
Un bureau de poste du nom de Clarksburg a ouvert en 1884. Hiram Clark, un des premiers maîtres de poste, a donné son nom à la localité,.

## Source
- (en) Cet article est partiellement ou en totalité issu de l’article de Wikipédia en anglais intitulé « Clarksburg, Missouri » (voir la liste des auteurs).

1. ↑  « Post Offices », Jim Forte Postal History (consulté le 10 novembre 2016).
2. ↑  Eaton, David Wolfe, How Missouri Counties, Towns and Streams Were Named, The State Historical Society of Missouri, 1917, 333 p. (lire en ligne)
3. ↑  « Moniteau County Place Names, 1928–1945 » [archive du 24 juin 2016], The State Historical Society of Missouri (consulté le 10 novembre 2016).